# 倫明高
倫明高，GBS（1950年— )，香港高等法院上訴法庭法官，大律師，曾經處理過多宗備受關注的案件，包括入境事務大樓縱火案及陳裘大貪污案件。

## 簡歷
倫明高於私人執業期間，主力負責刑事案件，是業界數一數二的刑事案件專家。其後曾經擔任律政署大律師，負責檢控事務。
倫明高後來成為香港大律師公會副主席，後來出任市場失當行為審裁處主席。
2003年9月，倫明高獲委任為高等法院原訟法庭法官。
2011年12月，倫明高獲委任為高等法院上訴法庭法官。
2012年10月至2013年4月期間，倫明高獲委任為南丫島海難調查委員會主席。
2014年6月，倫明高獲委任為高等法院上訴法庭副庭長。